# Altlengbach
Altlengbach – gmina targowa w Austrii, w kraju związkowym Dolna Austria, w powiecie St. Pölten-Land. Według Austriackiego Urzędu Statystycznego liczyła 2 762 mieszkańców (1 stycznia 2014).